# Berg ob Stall
Berg ob Stall je naselje v Občini Stall v Okraju Špital ob Dravi  na Koroškem v Avstriji.